# Cotton Cay
Cotton Cay ist eine kleine Insel in der Gruppe der Turks-Inseln. Sie liegt ca. 2,7 Kilometer nordöstlich von Salt Cay und gehört wie diese zum britischen Überseegebiet der Turks- und Caicosinseln.
Die Insel ist flach, von länglicher Form und etwa 1,13 km² groß. Einige Wege im Südwesten lassen auf einstige Nutzung der heute unbewohnten Insel schließen.